# Lužce
Lužce település Csehországban, a Berouni járásban. Lužce Vysoký Újezd, Loděnice, Mořina és Bubovice településekkel határos. Lakosainak száma 141 fő (2024. január 1.).

## Népesség
A település lakosságának változását az alábbi diagram mutatja:
| Lakosok száma | 191  | 223  | 226  | 129  | 112  | 96   | 125  | 124  | 126  | 141  |
|               | 1869 | 1890 | 1921 | 1950 | 1980 | 2001 | 2017 | 2019 | 2022 | 2024 |